# Весняний сніг
«Весняний сніг» (春の雪, Хару но юкі) — роман японського письменника Юкіо Мішіми, виданий у 1969 році і являє собою першу частину тетралогії « Море достатку».

## Дійові особи

### Головні персонажі
- Кійоакі Мацуґае (1895—1914)
- Хонда Шіґекуні (1895 р.)
- Аякура Сатоко (1893 р.)
- Іїнума Шіґеюкі — «гувернантів» Кійоакі
- Тадешіна — служниця Сатоко
- принц з Шіаму Паттанадід («Прат Пі»)
- принц з Шіаму Крідсада («Крі»)

### Другорядні персонажі
- маркіз і маркіза Мацуґае
- Міне — покоївка в хаті Мацуґае
- бабуся Кійоакі, мати маркіза
- граф і графиня Аякура
- батьки Хонди
- кронпринц Тоїн-но-мія, його жінка та син Харунобу
- настоятелька монастиря Ґешшюджі

## Сюжет
Оповідання роману охоплює період з 1912 по 1914 рік.
В центрі уваги знаходиться історія кохання Кійоакі, 19-річного сина маркіза Мацуґае, зніженого і мрійливого юнака, і Сатоко, дочки графа Аякура з древнього, але який практично втратив своє становище роду самураїв. Сатоко і Кійоакі знайомі з дитинства, з того часу, як Кійоакі був відданий в сім'ю Аякура для виховання у ньому аристократизму.
Сатоко була закохана в Кійоакі, однак він не міг розпізнати в собі відповідного почуття до тих самих пір, поки не було отримано дозвіл імператора на шлюб Сатоко з принцом Харунору, пропозицію якого було організовано батьком Кійоакі. Завдяки інтригам, в які виявився залучений Іїнума, а також шантажу, Кійоакі домагається допомоги Тадешіні в організації таємних зустрічей з Сатоко. Зустрічі закінчуються вагітністю Сатоко незадовго до церемонії заручин з принцом Харунорі. Тадешіна, яка не зуміла переконати Сатоко позбутися дитини, намагається покінчити життя самогубством і відправляє прощальний лист маркізу Мацугае, в якому повідомляє про катастрофу, що наближається.
Кійоакі поставлений під постійний нагляд дворецького, а Сатоко загальною порадою батьків примушують зробити аборт. Після аборту Сатоко з матір'ю подається в монастир Ґешшюджі, щоб відвідати настоятельку, яка є родичкою сім'ї Аякура, і раптово приймає рішення постригтися в черниці і дає обітницю ніколи більше не бачити Кійоакі. Настоятелька підтримує її, і спроби сім'ї повернути Сатоко закінчуються невдачею. Щоб вивернутися з незручного положення маркіз Мацуґае добуває фальшиве медичне свідоцтво про психічний розлад Сатоко.
Кійоакі, позичивши грошей у Хонди, відправляється в монастир, щоб ще раз побачити Сатоко, але його не пускають на поріг. Він захворів на запалення легень і помирає через кілька днів після того, як Хонда відвозить його додому, в Токіо.

## Мотиви
- Ностальгія за аристократичною Японією періоду Хейан
- Ностальгія за самурайським періодом
- Теорія переродження
- Буддизм школи Хоссо
- Сни й пророцтва
- Краса
- Смерть

## Адаптація
В 1970 році на телеканалі Фуджі вийшов шестисерійний фільм «Весняний сніг». У 2005 р. режисер Юкісада Ісао зняв повнометражний художній фільм «Весняний сніг» з молодими популярними акторами в головних ролях (Кійоакі — Цумабукі Сатоші, Сатоко — Такеучі Юко). Фільм отримав 9 нагород Японської кіноакадемії, в тому числі за кращі ролі першого плану, кращий світ, музику і монтаж. За мотивами фільму у 2006 р. з'явилася манга, намальована Рійоко Ікедою.